# Farley Mowat (schrijver)

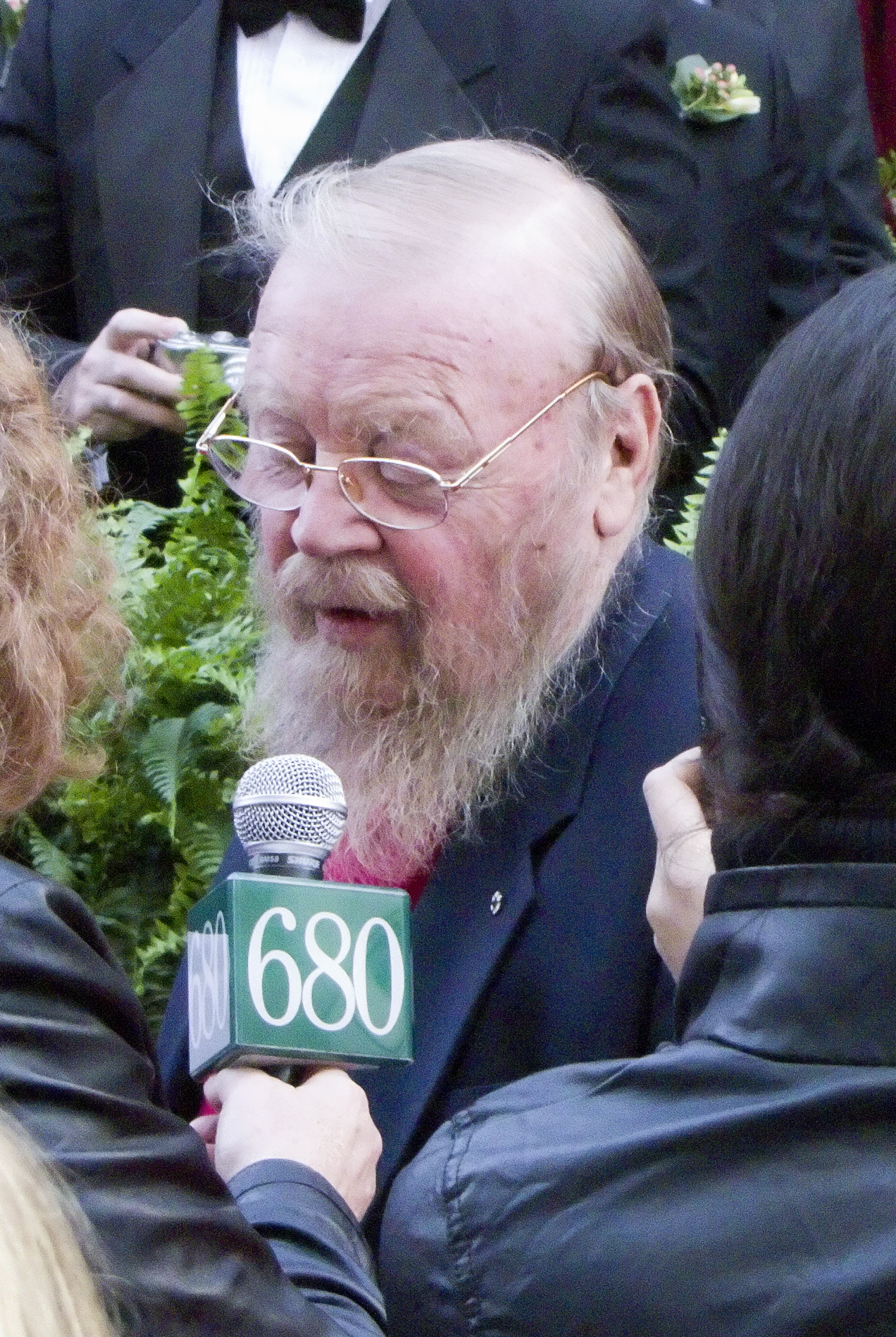
Farley Mowat in 2010

Farley Mowat (Belleville (Ontario), 12 mei 1921 – Port Hope, 6 mei 2014) was een Canadese auteur. Hij was getrouwd met schrijfster Claire Mowat.
Veel van zijn populairste werken zijn herinneringen uit zijn kindertijd, oorlogsdienst en zijn werk als natuurkundige. Zijn boeken en verhalen zijn vertaald in 52 talen en er werden meer dan 14 miljoen exemplaren van verkocht. Zijn bekendste werken zijn "People of the Deer" (over de noden van een Inuitstam en de onverschilligheid van de Canadese regering jegens de Eskimo's), "Never Cry Wolf" en "Owls in the Family". Een maand voor zijn overlijden kwam zijn laatste boek, The Snow Walker uit 1975, opnieuw uit.
Hij was een aanhanger van de Canadese Groene Partij en milieuactivist. Mowat ontving een Herinneringsmedaille ter gelegenheid van het Zilveren Jubileum van Koningin Elizabeth II van Groot-Brittannië en werd in 1981 Officier van Orde van Canada. Hij won in 1989 de Gemini Award voor de beste documentaire ("The New North"). In 2010 kreeg hij een ster op de Canada's Walk of Fame.

## Vernoeming
- De MS Farley Mowat van Sea Shepherd is vernoemd naar Farley Mowat.

- Biblioteca Nacional de España: XX997695
- Bibliothèque nationale de France: cb11917132n (data)
- CiNii: DA01080661
- Gemeinsame Normdatei: 119184192
- International Standard Name Identifier: 0000 0000 8117 8636
- Library of Congress Control Number: n79118087
- Nationale Bibliotheek van Letland: 000033784
- Bibliotheek van het Japanse parlement: 00450705
- Nationale Bibliotheek van Tsjechië: jn19990005866
- Nationale Bibliotheek van Israël: 987007265495405171
- Nederlandse Thesaurus van Auteursnamen: 068998678
- Istituto Centrale per il Catalogo Unico: CFIV016250
- SNAC: w6q28ddd
- Système universitaire de documentation: 131803646
- Virtual International Authority File: 39381821
- WorldCat: E39PBJbCHfGppjbQmVfjjYfwmd